# Štiavnické Bane
Štiavnické Bane (allemand : Schemnitzberg) , est un village de Slovaquie situé dans la région de Banská Bystrica.

## Histoire
Première mention écrite du village en 1559.

## Démographie

### Évolution de la population
| Année:               | 1994. | 2004.   | 2014.   | 2024.   |
| -------------------- | ----- | ------- | ------- | ------- |
| Nombre de personnes: | 841   | 773     | 836     | 839     |
| Différence:          |       | -8,08 % | +8,15 % | +0,35 % |

| Année:               | 2023. | 2024.   |
| -------------------- | ----- | ------- |
| Nombre de personnes: | 832   | 839     |
| Différence:          |       | +0,84 % |

## Personnalités liées à Štiavnické Bane
- Maximilien Hell (1720–1792), né ici.